# Francisco de Sales Alencar Batista
Francisco de Sales Alencar Batista O. Carm. (ur. 17 kwietnia 1968 w Araripinie) – brazylijski duchowny katolicki, w latach 2016–2023 biskup Cajazeiras, biskup Mossoró od 2024.

## Życiorys
29 listopada 1995 otrzymał święcenia kapłańskie w zakonie karmelitów. Był m.in. wychowawcą studentów filozofii przy karmelitańskim seminarium, radnym i przełożonym prowincji zakonnej, wicerektorem międzynarodowego klasztoru w Rzymie oraz sekretarzem generalnym karmelitów.
8 czerwca 2016 papież Franciszek mianował go ordynariuszem diecezji Cajazeiras. Sakry udzielił mu 14 sierpnia 2016 metropolita Maceió - arcybiskup Antônio Muniz Fernandes.
18 listopada 2023 papież Franciszek przeniósł go na urząd ordynariusza diecezji Mossoró.